# Gottfried Keller
Gottfried Keller (Zúrich, 19 de julio de 1819-ibídem, 15 de julio de 1890) fue un escritor y poeta suizo que escribió sus obras en alemán.

## Biografía
Nacido en la casa "Zum goldenen Winkel" en Zúrich, en medio de las convulsiones napoleónicas que estremecieron a Europa durante la primera mitad del siglo XIX, es considerado por sus contemporáneos como uno de los mayores escritores germánicos. Su obra, bucólica y costumbrista, lo posiciona entre personalidades posteriores como Knut Hamsun o Isaac Babel, quienes, al igual que Keller, muestran las contradicciones entre el humilde mundo campesino y el ambiguo escenario en que transcurren florituras y cotilleos burgueses, tan propios del esplendor europeo decimonónico.
Vivió en Heidelberg de 1848-1850, en Berlín de 1850-1855, y de vuelta en Zúrich en 1855. Ahí escribió la última versión de su novela Enrique el Verde en el Bürgli del barrio de Enge. Al igual que Cervantes, recalca la oposición entre las ambiciones del alma y las presiones del medio; todo esto condensado de forma magistral en su primera gran novela Los de Seldwyla (Die Leute von Seldwyla), publicada con posterioridad a las revoluciones de 1848, donde insiste en la idea de una Suiza apartada de los vaivenes políticos que a nivel continental y mundial barajaban los nuevos lineamientos sociopolíticos y que culminarán con el atentado contra el archiduque Francisco Fernando en el otoño de 1914.